# 刘志琴
刘志琴（1935年11月—2020年4月8日），女，江苏镇江人，中国历史学家，中国社会科学院近代史研究所研究员。主要从事明史、社会文化史的研究工作。著有《晚明文化与社会》等。

## 生平
早年就读于江苏省镇江中学。1954年考入复旦大学物理系，后调入历史系，曾经担任过复旦大学舞蹈团团长。1960年毕业后进入中国科学院哲学社会科学部（1977年改称中国社会科学院）工作，协助领导处理学术事务。1975年开始从事史学研究。曾任中国社会科学院近代史研究所文化史研究室主任。早期致力于研究晚明的党派斗争、东林党的兴衰以及张居正研究，后转而研究晚明社会风俗、社会习惯。1980年代中期，她积极推动中国文化史的复兴和重建，于1988年提出了结合社会史和文化史两种研究路径的设想。此后，她倡导并率领文化史研究团队，开拓了“社会文化史”新学科。2020年4月8日晨在北京中日友好医院病逝。

## 出版物
著有明史论著《晚明文化与社会》《商人资本与晚明社会》《晚明史论》《张居正评传》。另著有《中国文化史概论》《礼俗文化研究》等。散文集《悠悠古今》《思想者不老》。主编有《近代中国社会文化变迁录》《中华智慧集粹》《都市潮》《百年变迁》等丛书。

## 家庭
儿子毛丹青。